# Erica insignis
Erica insignis är en ljungväxtart som beskrevs av E.G.H. Oliver. Erica insignis ingår i släktet klockljungssläktet, och familjen ljungväxter. Inga underarter finns listade i Catalogue of Life.